# Aristolochia floribunda
Aristolochia floribunda är en piprankeväxtart som beskrevs av Lem.. Aristolochia floribunda ingår i släktet piprankor, och familjen piprankeväxter. Inga underarter finns listade i Catalogue of Life.